# Volleyboll
Volleyboll är en lagsport där syftet är att slå en boll till marken på motståndarnas planhalva eller få motståndarna att tappa bollen utanför plan. Det uppfanns i USA 1895, under namnet mintonette, och spreds internationellt under första halvan av 1900-talet. Sporten finns sedan 1964 på det sommarolympiska programmet.

## Historia
Sporten uppfanns 9 februari 1895 av KFUM-läraren William G Morgan i Holyoke i Massachusetts. Volleyboll kallades ursprungligen mintonette, men sporten fick snart beteckningen volleyboll eftersom bollen alltid slås på volley. Syftet med sporten var att skapa en inomhussport för den kalla årstiden. Den skulle, i likhet med basket som skapades där något tidigare, vara idrottsligt ganska krävande, men utan våld så att risken för att bli skadad var liten. Avsikten var även att den skulle vara intressant för åskådare. Morgan inspirerades av tennis, baseboll, handboll och basket, och ville skapa ett spel med flexibelt antal spelare och med mindre kroppskontakt än basket. Fistboll, som brukar spelas på gräs, har många likheter med volleyboll och var känt i Europa redan på 1500-talet; denna relaterade idrott introducerades dock i USA först 1911.
Volleyboll spreds snabbt över USA med KFUM, och redan år 1900 kom spelet till Kanada. Sporten spreds även över världen, inte minst i Asien, och spelstil och regler utvecklades under 1900-talets början. Volleyboll kom till Sverige i olika omgångar, bland annat genom organisationerna 4H, KFUM och Sveriges Kommunistiska Ungdomsförbund som lärde sig sporten på internationella läger och senast av estländare som flydde hit i samband med andra världskriget.
Det internationella förbundet, Fédération Internationale de Volleyball (FIVB), skapades 1947 och organiserar 35 miljoner spelare i 220 (år 2013) länder. FIVB uppger på sin hemsida att volleyboll är en av världens största lagidrotter räknat i antal länder där det utövas. Enligt en uppskattning har volleyboll närmare 200 miljoner utövare.
Svenska Volleybollförbundet bildades 1961, och Sverige deltog första gången i volleyboll-EM 1967.
De första världsmästerskapen för herrar hölls 1949 och för damer 1952. 1924 gjordes en volleybolluppvisning under Olympiska spelen och sporten kom med som officiell gren i OS 1964. Beachvolleyboll blev en av FIVB stödd variant 1986 och kom med på det olympiska programmet 1996. Volleyboll är även en gren i Paralympics sedan 1980.

## Spelets regler

### Boll
En matchboll för inomhusspel har omkretsen 65–67 cm och väger 260–280 gram.

### Spelplanen

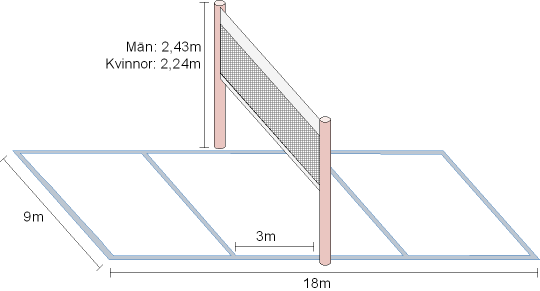
Spelplanen.

Spelplanen är på 18x9 meter, indelat i två lika stora delar, avskilda av ett nät. Näthöjden är 2,43 meter för män och 2,24 meter för kvinnor, i ungdomsturneringar lägre. 3 meter från nätet finns en linje som markerar anfallszonen. För att en baklinjespelare ska få slå över bollen när den är ovanför näthöjd krävs att spelaren hoppat upp bakom linjen (en smash gjord av en baklinjespelare kallas för backspike). Omkring planen finns sidolinjerna, och i dess ändar, baslinjerna. Alla linjer ingår i ytan som de avgränsar. En boll som träffar en yttre begränsningslinje är alltså "inne" så länge som den har berört någon del av linjen.

### Speluppställning
Samtliga spelare roterar så fort laget har tagit över rätten att serva från det andra laget. Liberon som sätts in tillfälligt istället för en annan spelare får dock endast spela i baklinjen. Det finns sex spelplatser, tre fram och tre bak. I serveögonblicket måste varje baklinjespelare stå bakom motsvarande framlinjespelare. Den spelare som enligt rotationsschemat står i mitten i höger-vänsterled (gäller både fram- och baklinjespelare) måste även stå i mitten vid serveögonblicket. Rotationen sker medurs, det vill säga vid rotationen flyttar framlinjespelarna åt höger och baklinjespelarna åt vänster. Den baklinjespelare som står längst till vänster kliver framåt, och den framlinjespelare som står längst till höger kliver bakåt. Den senast inbytta spelaren enligt rotationsordningen skall lägga serven, och göra det tills poängen går till motståndarlaget. När man vinner tillbaka serven roterar man.
I spelarformation 4-2 står alltid två anfallsspecialister fram och två bak, och en spelfördelande passare fram resp. bak. I 5-1 tar en ensam passare hand om andra passningen och försöker lägga upp till anfall var som helst på planen.

### Grundslagen

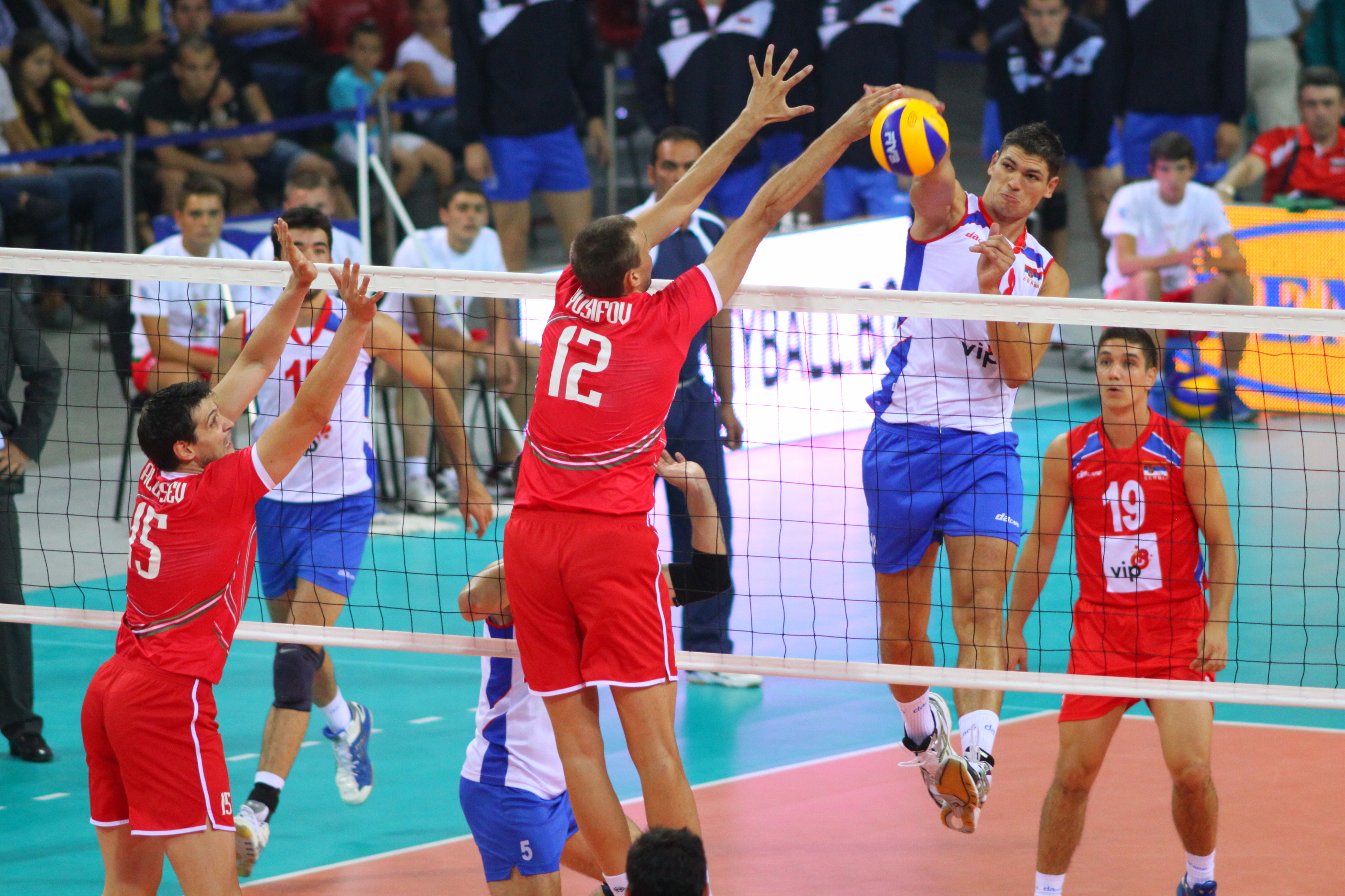
En match mellan Bulgarien och Serbien år 2012.

I volleyboll används främst följande slag:
- Serve: starta bollduell, görs bakom baslinjen. Den kan utföras som överhands- eller underhandsserve, det vill säga med handen över eller under midjehöjd vid slaget.

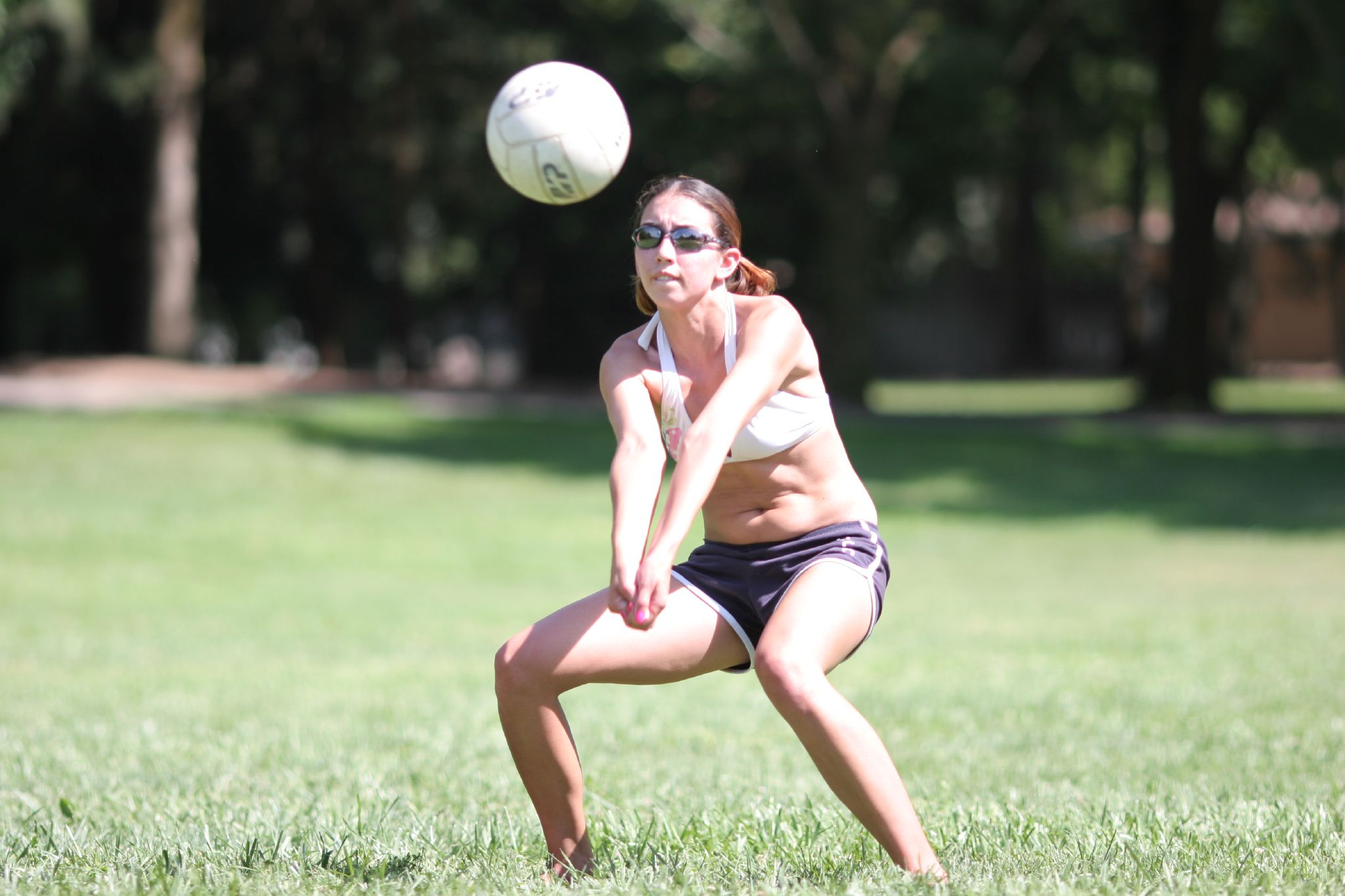
Volleybollspelare som gör sig beredd att utföra ett baggerslag.

- Baggerslag (bagger[6]) utförs med sammansatta händer, med bollkontakt mot underarmen.[1] Ordet bagger härstammar från tyskans ord för grävmaskin[7].

- Fingerslag: ett slag (oftast som passning[1]) med båda händernas fingerspetsar över huvudet, med mera precision än bagger.
- Smash (engelska: spike): anfallsslag, görs hårt med en hand och kan, ifall bollen är över näthöjd, få bollen att flyga snabbt mot golvet. Istället för ren smash kan man finta och göra ett annat slag till exempel tippa bollen över blockerarna.

Felaktigt slag, till exempel fösning eller greppande av bollen, leder till poäng för motståndarlaget. Alla kroppsdelar får användas för att ta emot och passa bollen.
För att skydda sig mot smash, brukar försvarare hoppa samtidigt med anfallande spelare och blockera bollen med utsträckta händer. Om händerna då är riktade framåt (så kallat "roof"), kan effekten nås att bollen istället kommer ner mot anfallande lags egen sida. Typisk slagföljd i en bollduell på hög nivå är: serve, mottagning, passning, smash, block.

### Poäng
När ett lag spelar bollen felaktigt, eller bryter mot reglerna på annat sätt, blåser en av domarna av spelet. Motståndarna till det felande laget får en poäng och serverätten, oavsett vem som servat. Det lag som först får 25 poäng, med två poängs marginal, vinner setet. Det lag som först tagit tre set har vunnit matchen. Vid 2-2 i set spelas ett femte set, skiljeset, till 15 poäng. Det förekommer även 2-setsmatcher, med möjligt tredje set.

### Bollhanteringsregler
Bollen får endast röras tre gånger inom laget, och inte två gånger i följd av samma person, utom vid block som inte inräknas. Om bollen berör egen planhalva eller slås ut, tar i tak etc förloras poäng. Spelare får ej påverka spelet på motståndarens planhalva. Nätet får aldrig beröras. Serven får inte blockas eller smashas på i anfallszon ifall bollen är helt över nätet. Bollen måste fås över till motståndarsidan över nätet mellan sidolinjerna/antennerna.

### Fler termer
- Dig (amerikanskt ord) avser att spelaren gör en försvarsräddning.[8]
- Backspike avser att baklinjespelare anfaller genom att hoppa upp bakom 3-meterslinjen och smasha bollen över nät.[2]
- Pancake avser att en spelare kastar sig och lägger en hand mellan boll och golv och låter bollen studsa på handen.[2]

## Varianter
Vid inomhusspel finns för ungdomar under 15 år finns en variant av spelet som går under namnet Volley 2000, där en studs tillåts, 3-4 spelare på plan och näthöjd på 2 meter. För detta arrangeras nationella och internationella turneringar. För de yngsta spelarna, 6-9 år, finns även "Kidsvolley" där det är tillåtet att fånga och kasta bollen. Sedan 1980 är sittande volleyboll med på programmet för paralympiska spelen
För utomhusspel finns ytterligare varianter, där beachvolleyboll blivit olympisk sport. Sedan 2008 har flera volleybollförbund även tagit upp  snowvolley bland sina aktiviteter. Det finns också regionala volleybollvarianter, som niomanna-volleyboll i Östasien, och volleybolliknande sporter som fistboll i framförallt tyskspråkiga länder.

## Internationella tävlingar
Volleyboll har varit en olympisk idrott sedan 1964 och VM-turneringar har arrangerats sedan 1949 (1952 för damer). Till landslag som vunnit OS eller VM i volleyboll för något av könen hör  Sovjetunionen, Brasilien, Japan, Kuba, USA, Kina, Tjeckoslovakien, Ryssland, Italien och Frankrike.
Det finns ett antal globala internationella tävlingar, listade nedan, vanligen arrangerade av Fédération Internationale de Volleyball. De fyra turneringar som hålls vart fjärde år (listade överst) är placerade så att en av dessa hålls varje år (i frånvaro av extraordinära omständigheter som covid-19-pandemin). Tävlingar med rödmarkerat sista årtal har upphört. Utöver de globala tävlingarna finns det ett stort antal kontinentaltävlingar arrangerade av kontinentalförbunden: Confédération Africaine de Volleyball (CAVB), Asian Volleyball Confederation (AVC), North, Central America and Caribbean Volleyball Confederation (NORCECA), Confederación Sudamericana de Voleibol (CSV) och Confédération Européenne de Volleyball (CEV). Kontinantalförbunden består i sin tur av zonorganisationer (ofta med 5-10 medlemsländer) som även de organiserar tävlingar, både för landslag och klubbar.
| Tävling                                                      | Genomförts sedan | Genomförts sedan | Periodicitet | Senaste genomfört | Antal deltagare (per kön) | Kommentar                                                      |
| Tävling                                                      | Damer            | Herrar           | Periodicitet | Senaste genomfört | Antal deltagare (per kön) | Kommentar                                                      |
| ------------------------------------------------------------ | ---------------- | ---------------- | ------------ | ----------------- | ------------------------- | -------------------------------------------------------------- |
| Seniorlandslag                                               |                  |                  |              |                   |                           |                                                                |
| Olympiska sommarspelen                                       | 1964             | 1964             | 4 år         | 2021              | 12                        | Uppskjuten från 2020 till 2021 p.g.a. Covid-19-pandemin        |
| Världsmästerskapet                                           | 1952             | 1949             | 4 år         | 2022              | 24                        |                                                                |
| FIVB Volleyball World Cup                                    | 1973             | 1965             | 4 år         | 2019              | 12                        |                                                                |
| FIVB Volleyball World Grand Champions Cup                    | 1993             | 1993             | 4 år         | 2017              | 6                         | Inställd 2021 p.g.a. Covid-19-pandemin                         |
| Volleyball Nations League                                    | 2018             | 2018             | 1 år         | 2022              | 16                        |                                                                |
| FIVB Volleyball Challenger Cup                               | 2018             | 2018             | 1 år         | 2022              | 8                         | Andraliga till Volleyball Nations League                       |
| FIVB World Grand Prix                                        | 1993             | —                | 1 år         | 2017              | 12+12+8                   | För damlandslag, ersatt av Volleyball Nations League (damer)   |
| FIVB Volleyball World League                                 | —                | 1990             | 1 år         | 2017              | 12+12+12                  | För herrlandslag, ersatt av Volleyball Nations League (herrar) |
| Montreux Volley Masters                                      | 1994             | —                | 1 år         | 2022              | 8                         | För damlandslag, vanligen med unga lovande spelare             |
| Juniorlandslag                                               |                  |                  |              |                   |                           |                                                                |
| U23-VM (damer/herrar)                                        | 2013             | 2013             | 2 år         | 2017              | 12                        | Max 23 år                                                      |
| Juniorvärldsmästerskapet i volleyboll för herrar             | —                | 1977             | 2 år         | 2021              | 16                        | Max 21 år                                                      |
| Juniorvärldsmästerskapet i volleyboll för damer              | 1977             | —                | 2 år         | 2021              | 16                        | Max 20 år (-2021), max 21 år (2023-)                           |
| Ungdomsvärldsmästerskapet i volleyboll för pojkar            | —                | 1989             | 2 år         | 2021              | 20                        | Max 19 år                                                      |
| Ungdomsvärldsmästerskapet i volleyboll för flickor           | 1989             | —                | 2 år         | 2021              | 20                        | Max 18 år (-2021), max 19 år (2023-)                           |
| Klubblag                                                     |                  |                  |              |                   |                           |                                                                |
| Världsmästerskapet i volleyboll för klubblag (damer, herrar) | 1991             | 1989             | 1 år         | 2022              | 6                         |                                                                |